# Stálky
Stálky (niem. Stallek) – wieś i gmina w Czechach, w powiecie Znojmo, w kraju południowomorawskim. Według danych z dnia 1 stycznia 2021 roku liczyła 115 mieszkańców.
Wieś wzmiankowana po raz pierwszy w 1312 roku.